# Gerran Walker
Gerran Walker (født 2. oktober 1983) er en tidligere amerikansk fodbold-spiller fra USA. Han spiller positionen wide receiver. Han var tilknyttet flere klubber i NFL-ligaen på prøvebasis, men nåede aldrig at spille en kamp i ligaen.